# Boris Revut

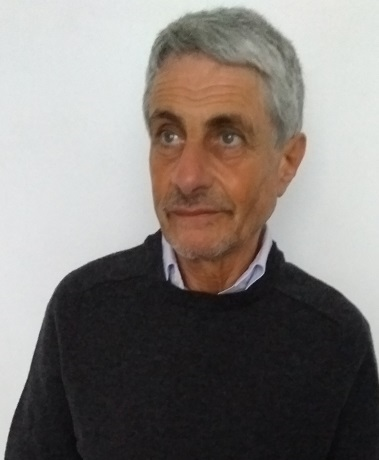

Boris Revut, auch Boris Revout, russisch Борис Исаакович Ревут, (* 19. August 1947 in St. Petersburg) ist ein russisch-deutscher Naturwissenschaftler, Erfinder und Schriftsteller.

## Leben
Boris Revut wurde in St. Petersburg in einer wissenschaftlichen Familie geboren.
Revut studierte von 1965 bis 1970 Organische Chemie an der Pädagogischen Staatsuniversität St. Petersburg (Leningrad). Er absolvierte das Studium mit der Diplomarbeit im Bereich der Phosphororganischen Chemie. Diese Arbeit wurde auf dem Wettbewerb junger Forscher als eine der Besten ausgezeichnet.
Gleichzeitig studierte er an dieser Universität englische Sprache und Literatur.
Revut arbeitete über zwanzig Jahre bei einem großen Forschungsunternehmen der Zellulose- und Papier-Branche, wo er einen Weg vom Ingenieur bis zum leitenden Sachkundigen durchmachte.
Revut promovierte an der Chemischen Fakultät der Staatsuniversität St. Petersburg im Bereich Kolloid- und Nanochemie. Seine Doktorarbeit wurde dem Problem der Kraftmikroskopie gewidmet. Eine Erforschung der Mechanismen von Wechselwirkungen zwischen Nanopartikeln und Oberflächen unterschiedlicher Natur begünstigten teilweise die Entwicklung erster Kraftmikroskopen. Für die letzte Arbeit wurden später drei Forscher: Ernst Ruska, Gerd Binnig und Heinrich Rohrer mit dem Nobelpreis für Physik 1986 ausgezeichnet.
Die Ergebnisse der Doktorarbeit Revuts wurden in Lehrbüchern für Kolloid- und Nanochemie aufgenommen.
Die folgende Tätigkeit Revuts wurde der Erforschung wichtigen Fragen der Ökologie gewidmet, wo er über 50 Erfindungen gemacht hatte, die mit den russischen Patenten geschützt worden waren sowie mit Ehrenpreisen ausgezeichnet.
In Jahren 1996–2002 war Revut Geschäftsführer des Instituts für Biotechnologie-Anwendungen in Umweltschutz und Medizin in Hamburg, wo einige seiner wissenschaftlichen Ideen verwirklicht wurden.
Seit 2006 beschäftigt sich Revut als Buchautor. Inzwischen hat er insgesamt 22 Bücher in russischer und deutscher Sprache geschrieben.

## Persönliches
Revut ist verheiratet. Seine Frau Natalia Revut ist Malerin. Sie illustrierte unter anderen auch seine Bücher.
Das Ehepaar hat einen Sohn und einen Enkel.

## Werke
- Mit Reimen durch Raum und Zeit. AT Edition, Berlin 2007.
- Ein Hauch der Begeisterung. AT Edition, Berlin 2008.
- Unter vier Augen mit den Tyrannen. Roman. Aleteja, St. Petersburg 2009, ISBN 978-5-9141-9252-2